# Rosi (cognome)
Rosi è un cognome di lingua italiana.

## Varianti
Il cognome non presenta varianti.

## Origine e diffusione
Il cognome è tipico dell'Italia centrale.
Potrebbe derivare dal toponimo Rosia o dal termine rosa, riferito al nome, al colore o al fiore, costituendo quindi una variante del cognome Rosa.
In Italia conta circa 2209 presenze.

## Persone
- Alessandro Rosi – pittore
- Francesco Rosi – regista e sceneggiatore cinematografico
- Franco Rosi – imitatore